# Deichel

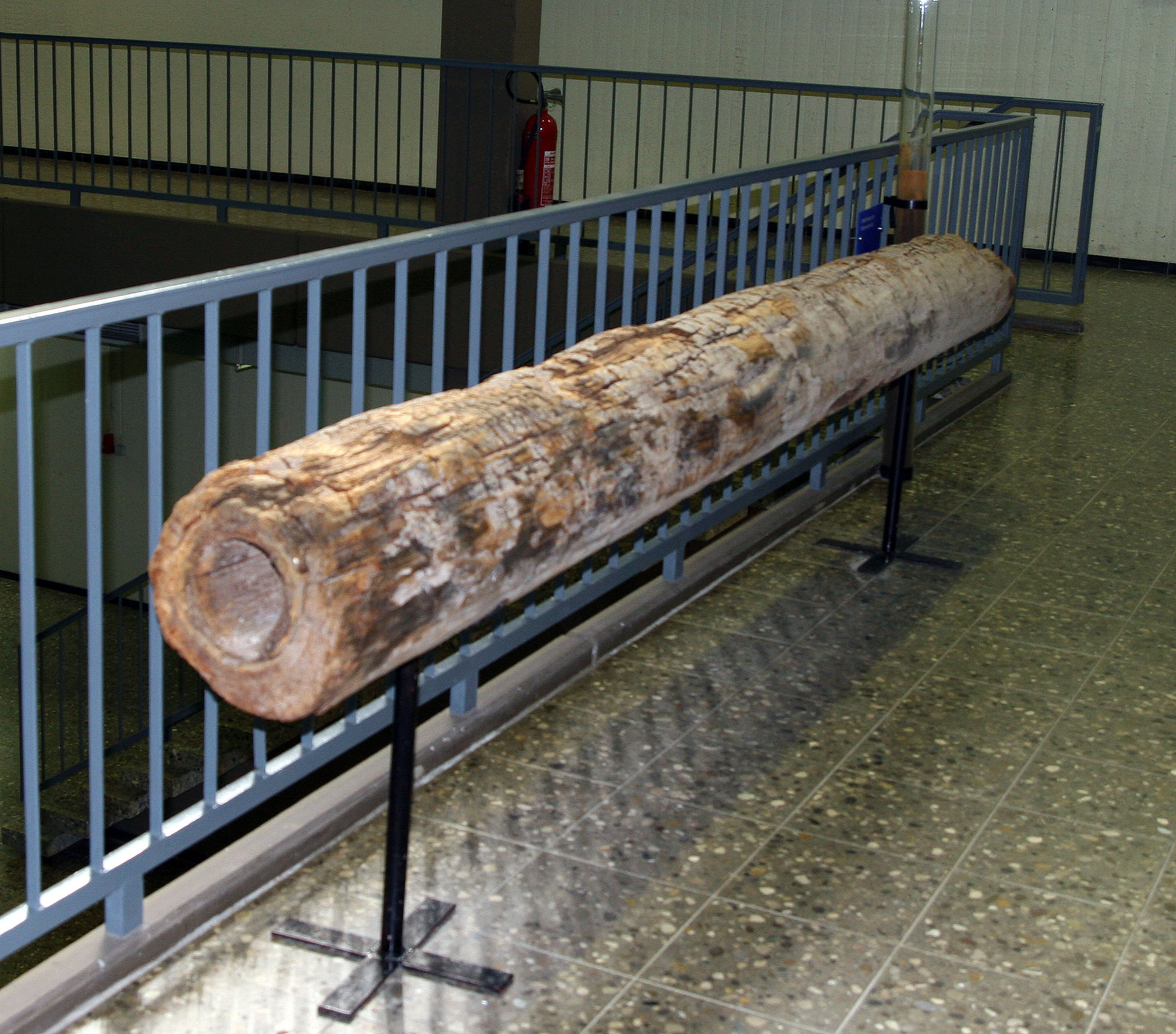
Deichel einer historischen Wasserleitung aus Durlach, im Wasserwerk Elchesheim-Illingen

Ein Deichel, Deuchel, Teichel, Teuchel, – in der Schweiz – Tüchel, Dünkel oder Pipe (vlat: pipa, Röhre), ist eine durch zentrales Durchbohren eines Baumstammes gefertigte Holzröhre, die in vorindustrieller Zeit besonders in wald- und wasserreichen Gegenden Mitteleuropas weithin als Wasserleitung verlegt wurde. Diese wurden als Röhrwasser bezeichnet, in Sachsen auch als Röhrfahrt, in Franken teilweise als Röhrenfahrt und im Harz als Wasserreise. Ernst Ochs, Herausgeber des Badischen Wörterbuchs, führt den Begriff Deichel auf das lateinische Wort ductile zurück.

## Herstellung
Die Herstellung eines Deichels verlangte von den Handwerkern großes Geschick, weshalb Deichelbohrer oder auch Röhrmeister ein angesehener Beruf war, der wegen des Holzbedarfs in der Nähe großer Waldgebiete ausgeübt wurde. Nach ihm sind z. B. das „Bohrertal“ und der „Bohrerbach“ am Schauinsland in Horben bei Freiburg im Breisgau benannt.
Der Bohrer wurde exakt waagerecht geführt und der Baumstamm auf einem Holzwägelchen über hölzerne Schienen bewegt. Bei modernen Bohrmaschinen sorgen das durchgehende Gewinde und die Drehgeschwindigkeit dafür, dass die Späne beim Bohren aus dem Loch nach außen transportiert werden. In vorindustrieller Zeit konnte man aber noch nicht zwei Meter lange Eisenstangen mit durchlaufendem Bohrgewinde herstellen. Da man deshalb tiefer bohren musste, als das Gewinde lang war, musste das Bohren bereits nach wenigen Umdrehungen unterbrochen werden, um zunächst den Bohrer mit den sich dahinter stauenden Spänen herauszuziehen und dann neu anzusetzen.

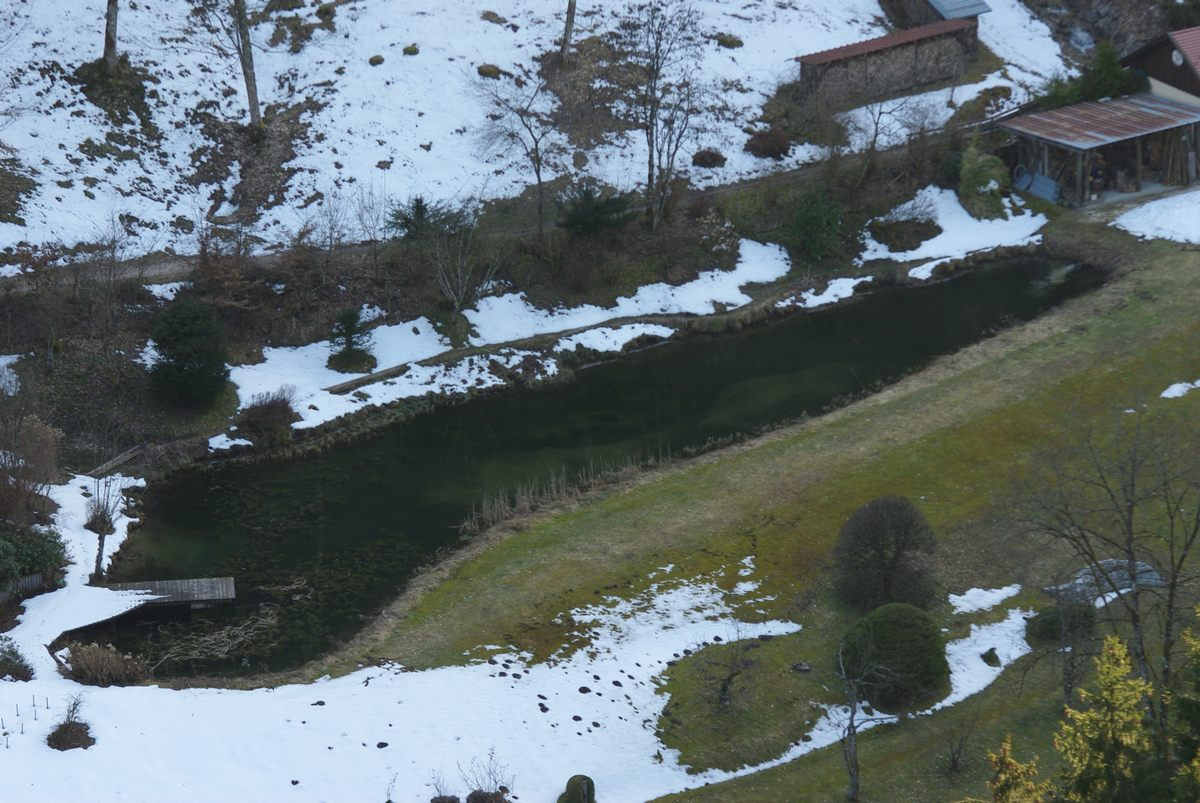
"Deichelbeize", ein Teich zur Nass-Lagerung von Deicheln beim Brunnhaus Seebichl in Bad Reichenhall

Vor dem Aufbohren wurden die im Saft geschlagenen Holzstämme, vorzugsweise aus harzreichen Kiefern oder Tannen, je nach Verfügbarkeit aber auch Eichen, mit ihrem geraden Schaft in Teichen und Weihern (Deichelweihern) gelagert. Davon zeugen noch viele Bezeichnungen kleinerer Gewässer, wie die des Teuchelweihers in Winterthur, des Deicheleweihers in Freiburg im Breisgau oder auch des Röhrensees in Bayreuth. Hier konnten frische Stämme luftdicht und sicher vor Feuchtigkeitsschwankungen – damit während der Aufbewahrung keine Trockenrisse entstanden – bis zum Bedarf „auf Lager“ gehalten werden.
Um eine Holzröhre von drei bis meistens vier Metern Länge herzustellen, musste der Holzstamm von beiden Seiten aufgebohrt werden, was eine genaue Führung verlangte. Trotzdem kam es immer wieder vor, dass etwa auf Grund von Verwachsungen die Bohrungen von beiden Seiten nicht genau, sondern mehr oder weniger versetzt aufeinandertrafen. Zur Prüfung der ausreichenden Durchgängigkeit wurde eine sogenannte Deichelmaus verwendet. Es handelte sich dabei vermutlich um ein Gerät mit mausartigem Kopfteil und einem dünnen Stiel, der länger war als der verwendete Bohrer. Man strebte eine lichte Weite von 5 bis 6 Zentimetern an, die auch bis zu 10 Zentimeter reichen konnte.
Die hohlen Baumstämme wurden anschließend mit beiderseits in das Stirnholz eingeschlagenen Metallringen verbunden, den so genannten Deichelringen, und bei Undichtheit nachträglich mit Pech oder Ähnlichem abgedichtet. Nötigenfalls wurden Rohre oder Rohrverbindungen zusätzlich mit umhüllenden Metallringen aus Eisen, Kupfer oder Zinn abgedichtet. Fertige Ersatzteuchel für den Rohraustausch bewahrte man ebenfalls unter Wasser in den Deichelweihern auf, damit auch während ihrer Lagerung keine Trockenrisse entstanden.
Alternativ zur durchgehenden Bohrung konnten die Stämme auch gespalten, eine Hälfte nach der anderen ausgehöhlt und anschließen wieder zusammengesetzt werden. Die Stöße dichtete man mit Werg, Pech oder an den Stirnseiten mit zylindrischen Eisenringen (Bussen).

## Vorkommen

### Trinkwasserleitung
In abgelegenen Waldgebieten Deutschlands wurden Deichelleitungen bis zum Ende des 20. Jahrhunderts betrieben. In Städten waren nach dem Zweiten Weltkrieg vereinzelt Deichel noch genutzt. In der Stadt Salzburg floss durch die historische Sternweiherbrunnenleitung, die letzte der Deichelleitungen der Stadt, bis 1976 Wasser. Eine Wasserleitung, die dem Freudenstädter Teuchelwald seinen Namen gab, war bis 1952 in Betrieb.
Eine Leitung aus mehrere Meter langen, schlanken (Außendurchmesser nicht mehr als 8 cm), axial aufgebohrten Holzstangen, die die Hütte am Grünen See in der Steiermark versorgte, wurde erst um 1990 durch eine Kunststoffleitung ersetzt. Ein Deichel lag um 2000 noch gut erhalten am Grund des Sees.
Eine Deichelwasserleitung führte ca. 1800 vom Weiler Wiesenbach nach Hausen an der Rot (ein Deichel ist im Rathaus Oberrot ausgestellt).

### Salinenleitungen

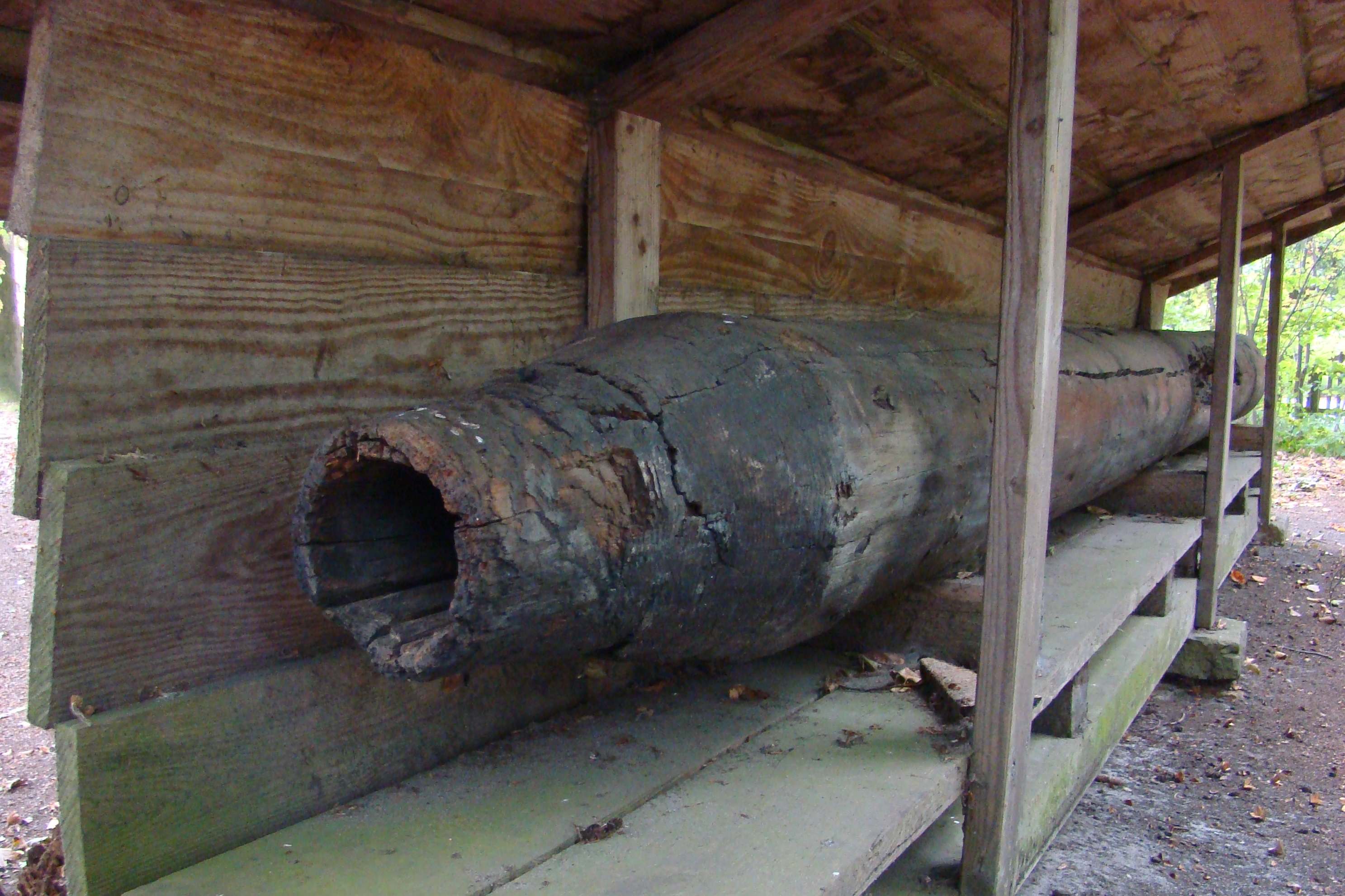
Eine Holzröhre der Soleleitung zum Transport der Salzsole der niedersächsischen Saline Sülze nach Altensalzkoth, wahrscheinlich von 1763/64

Verwendet wurden Deichel nicht nur für Trinkwasserleitungen, sondern unter anderem auch für Soleleitungen, etwa der Bad Reichenhaller Saline.
Im Zuge der Soleleitung westlich entlang des Hallstätter Sees wurde vor dem Errichten einer Hochbrücke (1758) das Tal des einmündenden Gosaubachs weitgehend der Absenkung des Geländeeinschnitts folgend als dreisträngige Druckleitung in bis zu 23 m Tiefe, also mit etwa 3 bar Überdruck gequert. Die Leitung wurde daher in diesem Gosauzwang genannten Hochdruckabschnitt (geschätzt 3 bar) auf 3 Stränge mit kleinerem Durchmesser aufgeteilt und die Deichel mit schmiedeeisernen Ringen armiert.

### Lebensdauer
Deichelleitungen konnten eine Nutzungszeit von 100 Jahren erreichen. Dabei kam es auf die Beschaffenheit des umgebenden Erdreiches an; es sollte möglichst gleichbleibend feucht sein. Dazu ummantelte man die Leitungen oft mit Lehm. Wichtig war ferner, den Eintritt von Luft in die Leitung zu vermeiden. Bei Trinkwasser aus Deichelleitungen machte sich häufig ein unangenehmer Geschmack bemerkbar, bei älteren Leitungen war die Qualität des Wassers oft bedenklich.

## Sagen

### Mäuse in Wasserleitungen
Am 21. Mai 1901 schrieb Lehrgehilfe Keppler aus Meßstetten über den Nachbarort Unterdigisheim:
"'Die Unterdigisheimer sind d` Deichelmäus'. Einmal wurde ein solcher Stamm durchbohrt. Nachdem nun auf beiden Seiten genügend tief hineingebohrt worden war, sah man hindurch, ob das Loch vollständig durch den Stamm gehe. Jedoch das Bohrloch war krumm, man sah auf der anderen Seite nicht hinaus. Was thun ? Man einigte sich dahin, durch den Stamm eine Maus springen zu lassen: kommt sie auf der anderen Seite heraus, so ist das Loch vollständig, andernfalls muß noch längere Zeit gebohrt werden. Gesagt, gethan ! Daher der Name "Deichelmäus" ! "

## Galerie

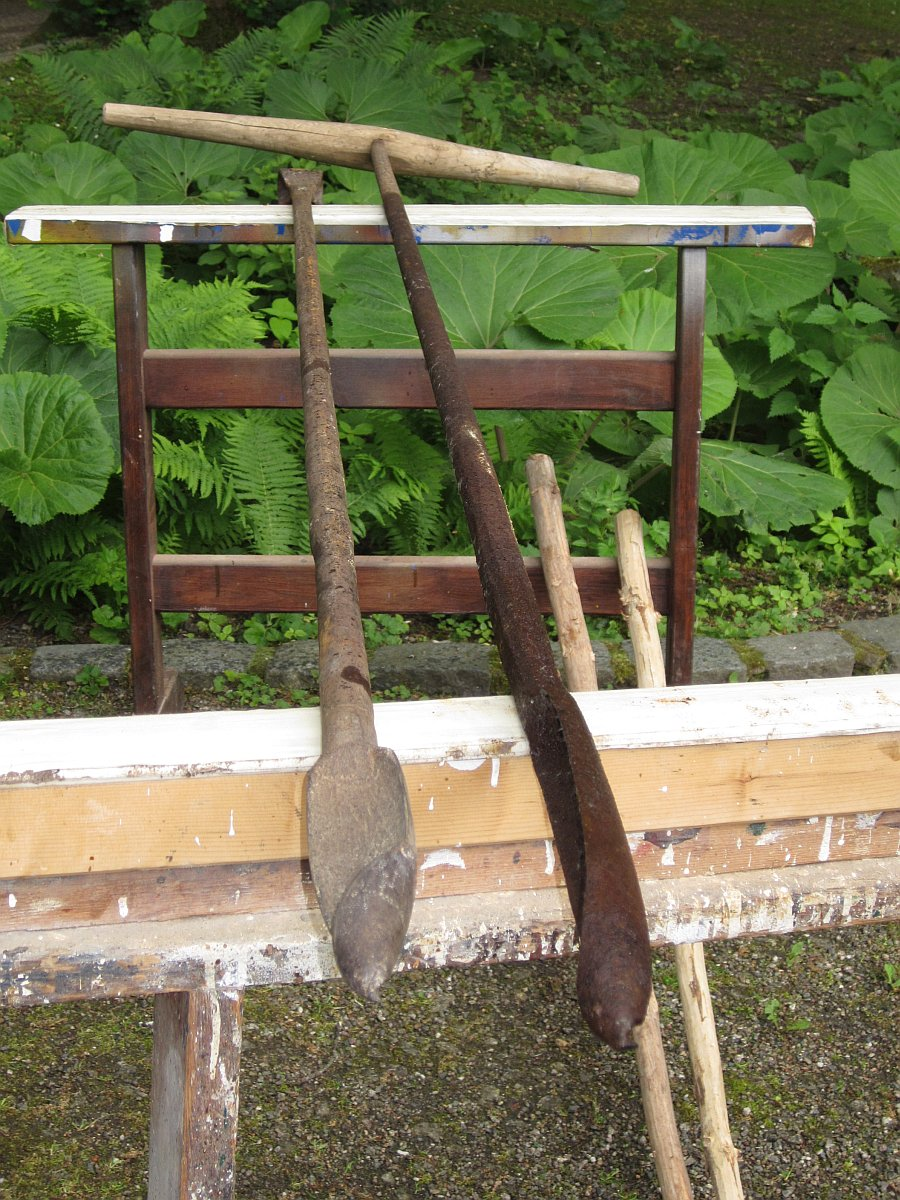
Handbohrer zur Anfertigung von Holzröhren
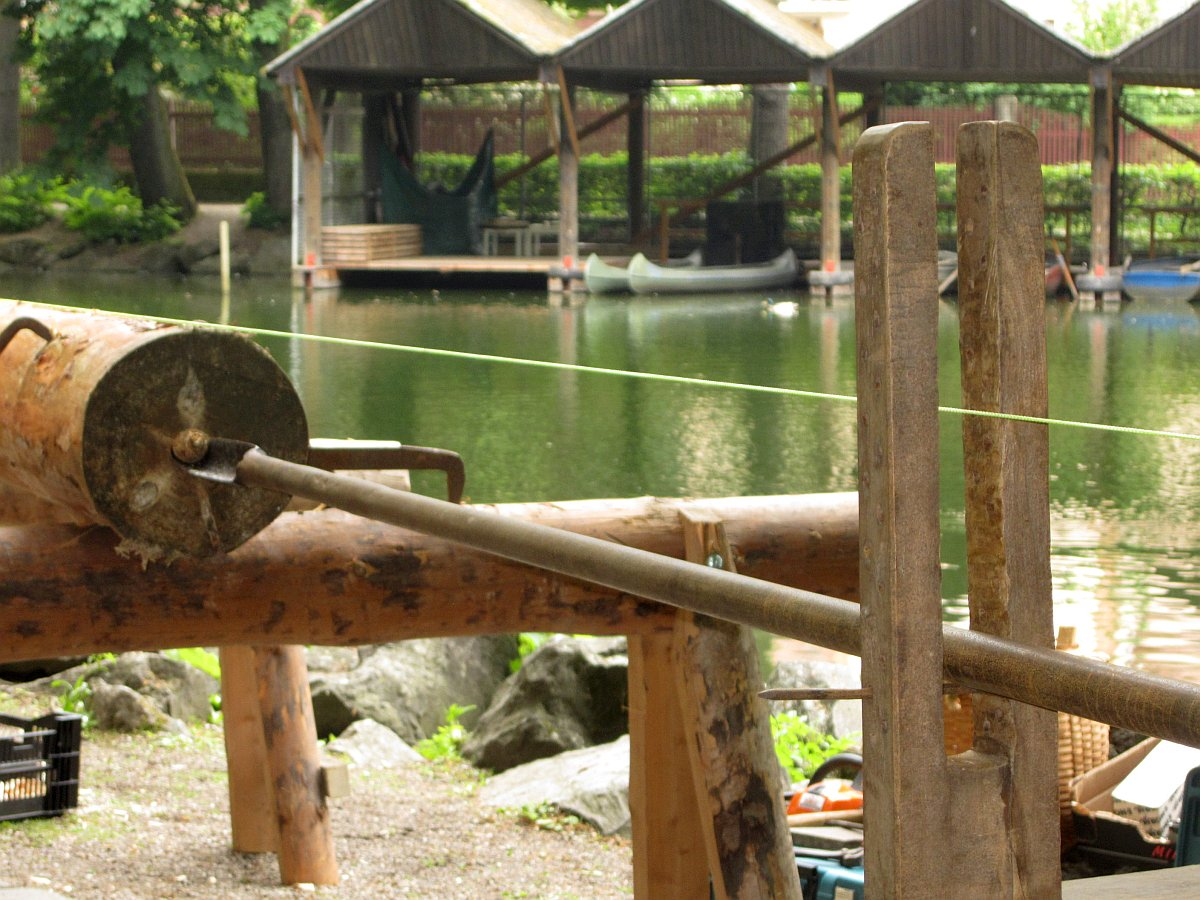
Visieren mit Hilfe einer Schnur und Einstellen der Bohrrichtung über einen höhenverstellbaren Bock
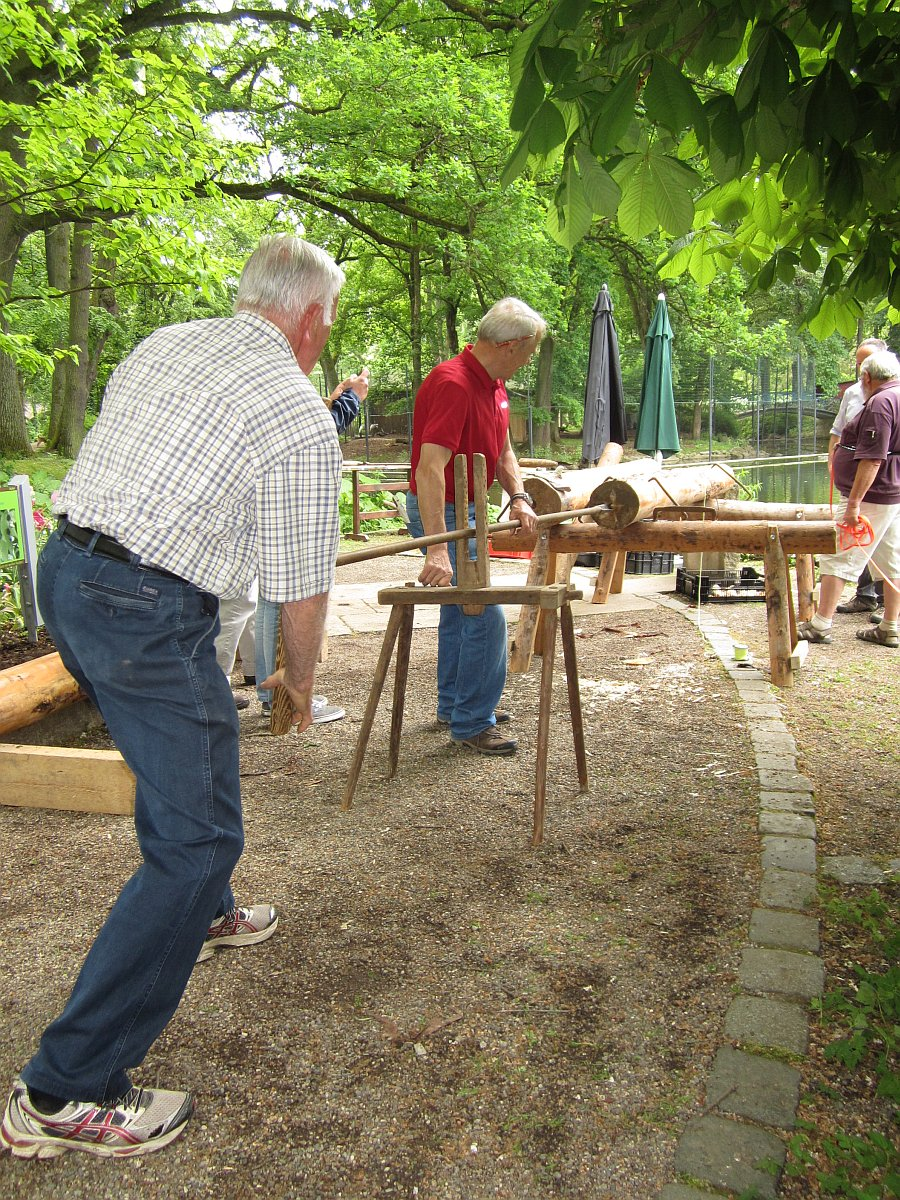
Beginn des Bohrens
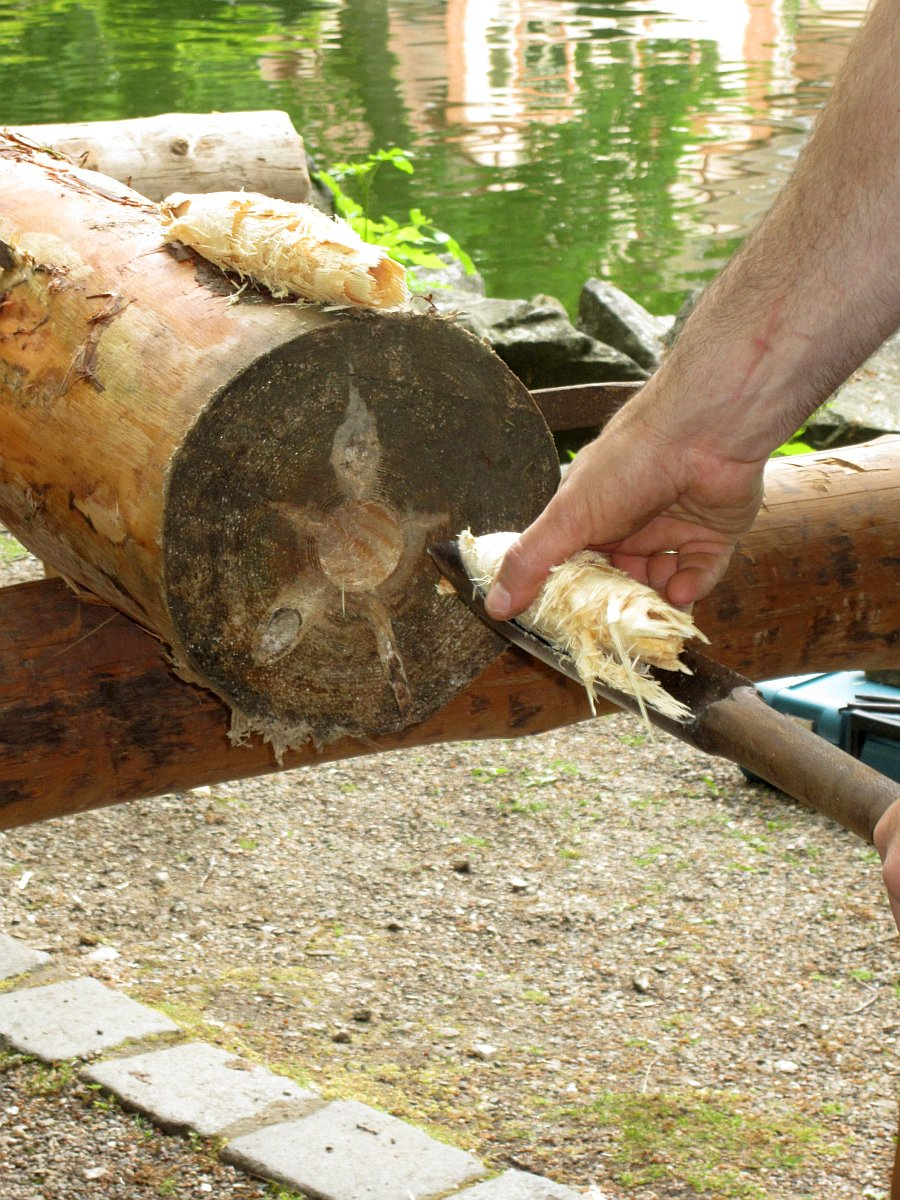
Entfernen der nach wenigen Umdrehungen ausgebohrten Späne
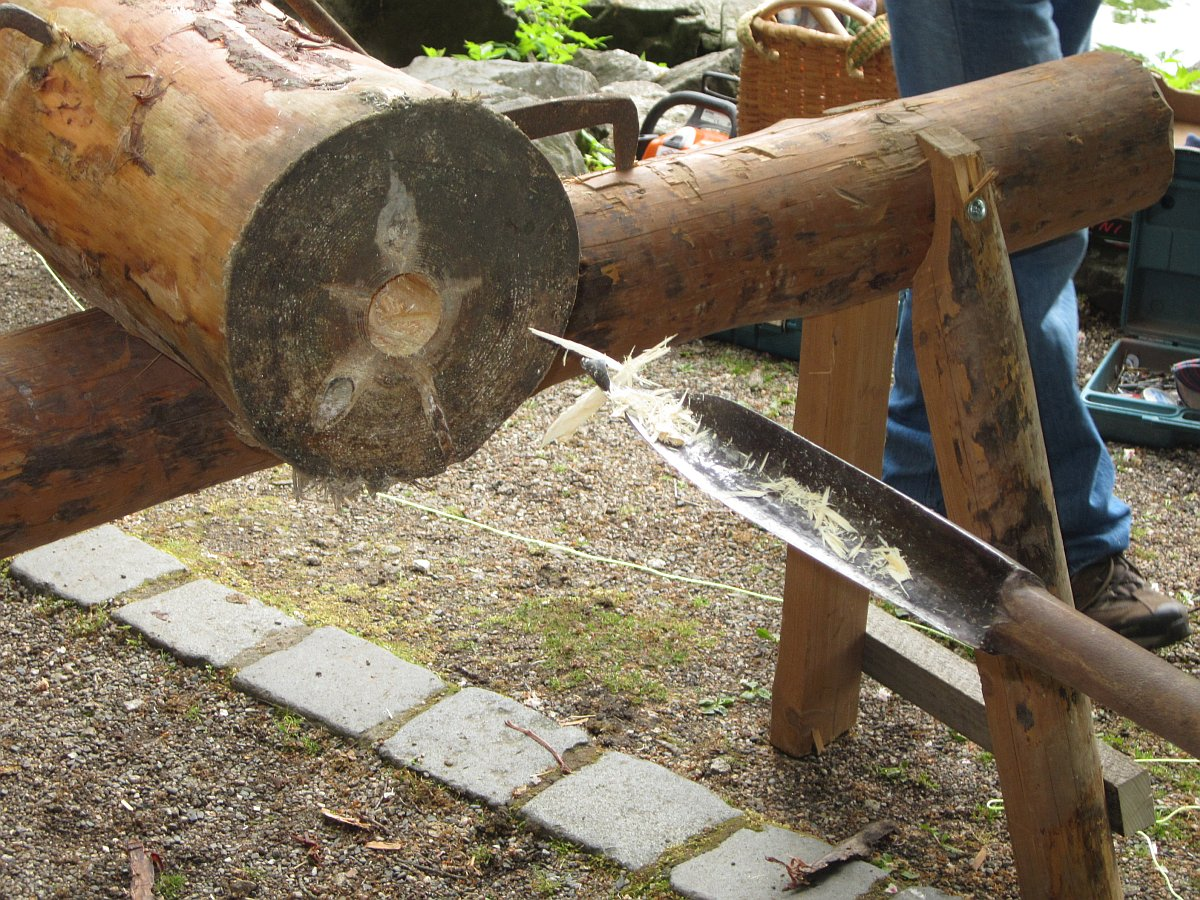
Spitze des Bohrers mit Röhre
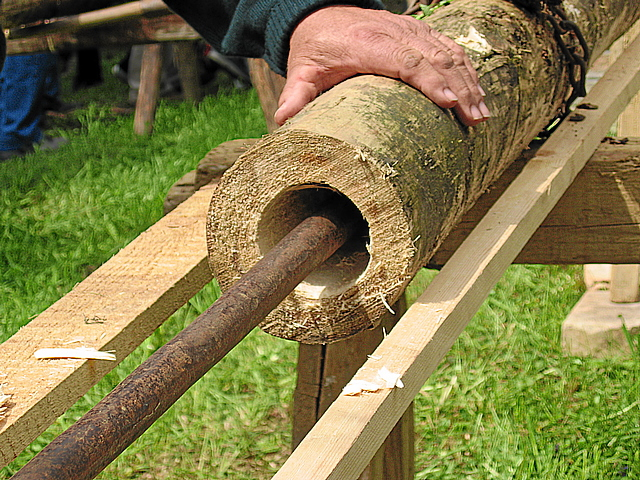
Ausbohren eines Teuchels
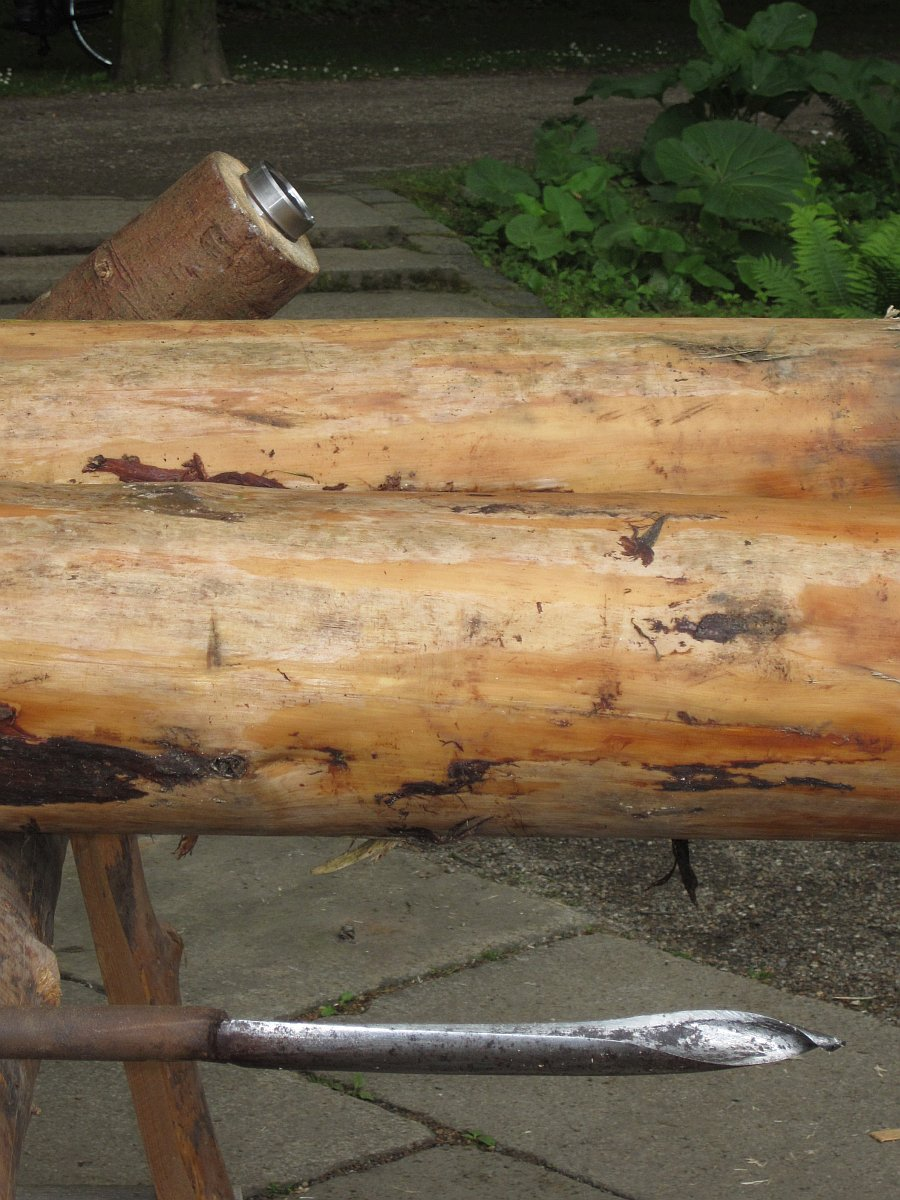
Deichelring aus Metall und Bohrerspitze